# Хилотрупесы
Хилотрупесы (лат. Hylotrupes) — род жуков-усачей из подсемейства настоящих усачей.

## Описание
Отросток переднегруди плоский и очень широкий. Передние тазики широко раздвинутые. Третий членик усиков равен длине четвёртого и пятого члеников вместе взятых. Коготки с зубчиком на основании.

## Систематика
В составе рода:
- Hylotrupes bajulus (Linnaeus, 1758) — Чёрный домовой дровосек
- †Hylotrupes senex Heyden, 1859